# Lucia Casalini Torelli
Lucia Casalini Torelli (1677 Bologna – 18. května 1762 Bologna) byla italská malířka působící v Bologni. Byla manželkou malíře Felice Torelliho (a švagrová houslisty a skladatele Giuseppa Torelliho) a matkou malíře Stefana Torelliho. Narodila se v roce 1677 v Bologni, kde studovala malbu u Giovanniho Gioseffa dal Sole.

## Život a dílo
Dcera Antonia Casaliniho a Antonie Bandiera začala studovat malování u svého bratrance Carla Casaliniho. Ve třinácti letech však vstoupila do ateliéru významného Boloňského malíře Giovana Gioseffa Dal Sole. Zde potkala svého budoucího manžela, také úspěšného malíře, Felice Torelliho, kterého učitel pravidelně posílal do domu mladé dívky, aby její kresby kopíroval. Oba se vzali v roce 1701 a brzy otevřeli vlastní studio a dílnu, kde učili vlastní studenty. Měli sedm dětí, z nichž dvě, Anna a Stefano, se stali umělci. V roce 1706 byl Felice Torelli jedním ze zakladatelů Accademia Clementina; Lucia byla zvolena čestnou členkou v roce 1726, několik let poté, co se členkou akademie stala Rosalba Carriera. Aktivní účast Lucie a Felice na Akademii Clementina v Boloni přispěla k jejich uměleckému a společenskému úspěchu v tomto městě.
Její práce byly většinou posvátné předměty, ale specializovala se také jako portrétní malířka a vytvořila portréty prominentních boloňských rodin své doby. Měla vlastní styl i smysl pro barevnost. Významné byly její portréty šlechtické rodiny Augustů. Mimo jiné malovala různé církevní portréty jako byli například kardinálové Ruffo, Spinola, Doria nebo Gozzadini. Její dva obrazy jsou také v kostele San Domenico.
Umělkyně ovdověla v roce 1748 a zemřela v Bologni 18. května 1762 ve věku 85 let. Mnoho jejích děl je ztraceno. V kostele San Domenico v Imole se nachází její malovaný oltářní obraz, který líčí svatého Tomáše Akvinského.

## Galerie

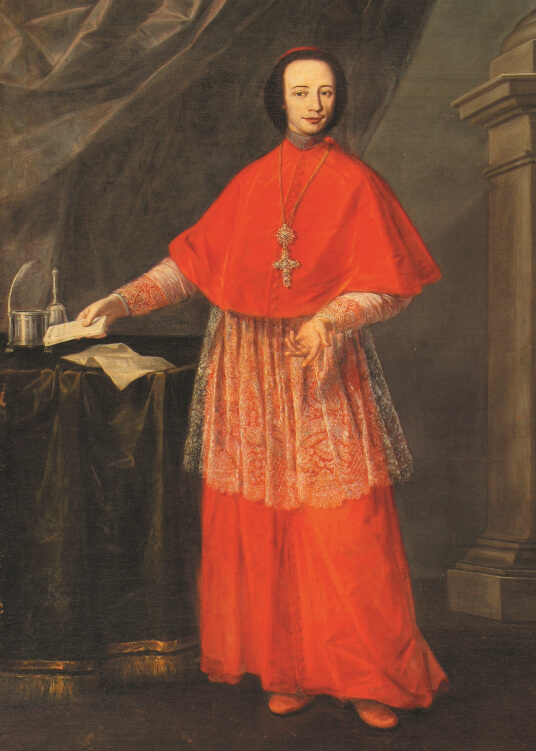
Kardinál Giorgio Doria
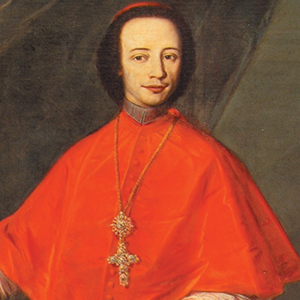
Giorgio Doria, detail
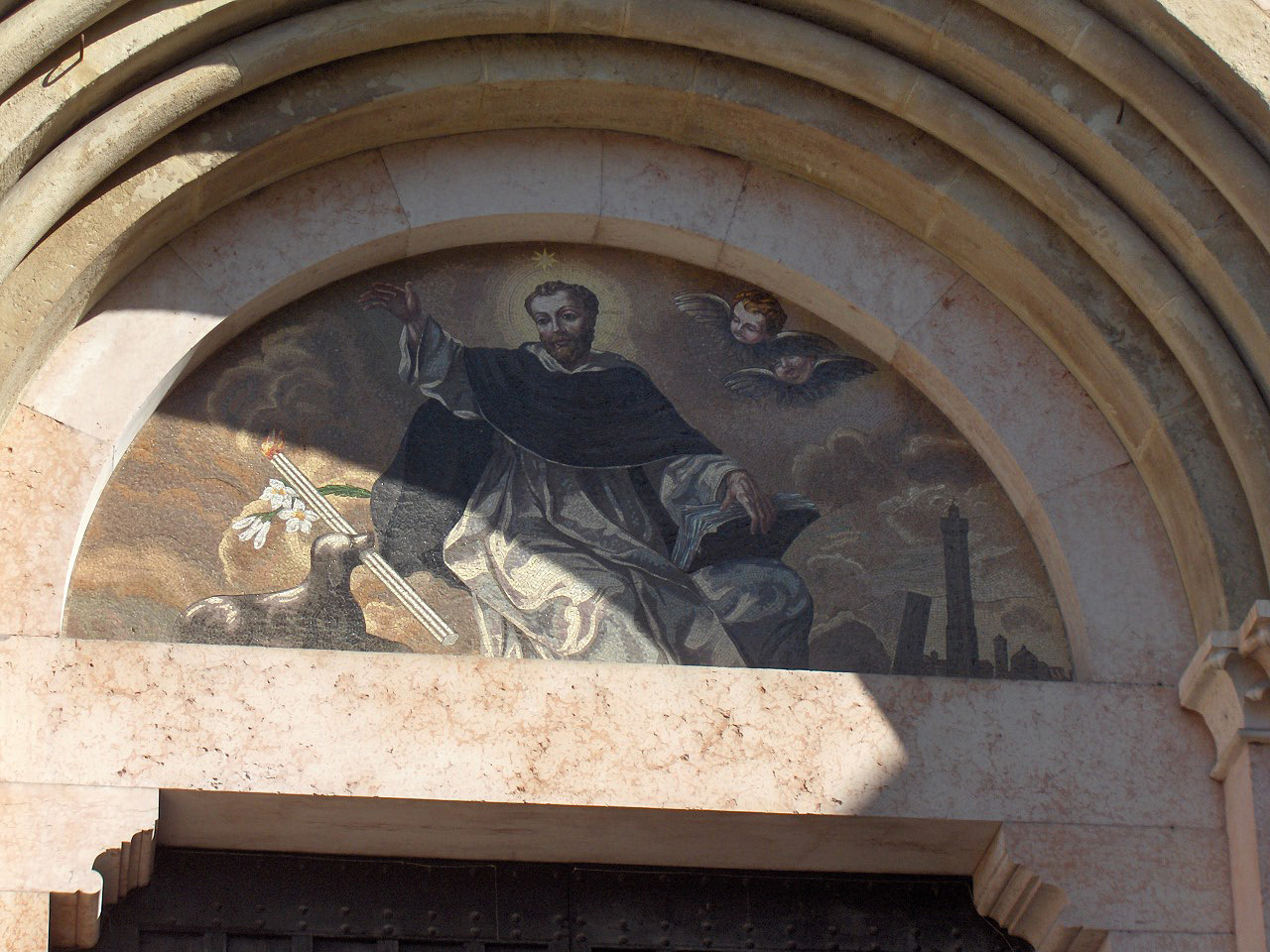
San Domenico